# Eliyahu Yones
Eliyahu Yones (hebräisch אליהו יונס; geboren 25. Dezember 1915 in Wilna, Russisches Kaiserreich; gestorben Januar 2011) war ein israelischer Redakteur, Journalist und Schriftsteller. Bekannt wurde er als Autor des Buches Die Straße nach Lemberg.

## Leben
Eliyahu Yones war im polnischen Wilna Mitglied in der sozialistischen jüdischen Organisation Bund. Wilna wurde aufgrund des Hitler-Stalin-Paktes 1939 zu Litauen geschlagen. Nach der sowjetischen Okkupation Litauens 1940 ging Yones nach Lemberg, das seit 1939 von der Sowjetunion annektiert war. Yones erlebte die Besatzung Lembergs 1941 durch die deutsche Wehrmacht nach dem Überfall auf die Sowjetunion. Er kam in ein Zwangsarbeitslager in Kurowice im Rejon Złoczów und hatte hier vor allem beim Bau der Rollbahn Süd im Abschnitt von Lemberg nach Złoczów zu arbeiten. Im August 1943 gelang Yones die Flucht, und er schloss sich als Partisan dem Widerstand in der Region um Lemberg und später der Roten Armee an. Im Kampfeinsatz wurde er am Fuß verwundet, mehrfach operiert und über Moskau nach Sotschi ins Militärhospitäler verlegt.
Als er nach dem Zweiten Weltkrieg in Auseinandersetzungen mit dem russischen Geheimdienst geriet, der ihn der Kollaboration bezichtigte, siedelte er 1950 nach Israel um. Mehrfach trat er in Deutschland als Zeuge in Kriegsverbrecherprozessen auf, unter anderem um 1966 gegen den ersten Lagerkommandanten in Kurowice, Ernst Epple.
Yones schrieb seine Geschichte des Widerstands 1954 auf Hebräisch in Israel auf und stimmte 1960 der Veröffentlichung der hebräischen Ausgabe zu.

## Auszeichnungen
- 1944: Rotbannerorden[3]

## Schriften (Auswahl)
Neben zahlreichen journalistischen Berichten und Reportagen verfasste er die Bücher:
- Die Straße nach Lemberg. Zwangsarbeit und Widerstand in Ostgalizien 1941–1944. Aus dem Hebr. übers. im Auftr. der Zentralen Stelle der Landesjustizverwaltungen zur Verfolgung der NS-Verbrechen, Ludwigsburg. Bearbeitet von Susanne Heim. Fischer Taschenbuch Verlag, Frankfurt am Main 1999, ISBN 3-596-14258-X.
- Die Juden in Lemberg während des Zweiten Weltkriegs und im Holocaust 1939–1944. Übersetzung Heike Zaun-Goshen. Herausgeber Susanne Heim, Grzegorz Rossolinski-Liebe. Stuttgart: ibidem-Verlag, 2018, ISBN 978-3-8382-1186-2.